# Georges Guéril
Georges Guéril né le  28 octobre 1909, à Régina, en Guyane et décédé le 2 mars 1977 à Cayenne, est un homme politique français.

## Biographie
Georges Guéril est né dans la commune de Régina, où vivent ses parents. Il obtient son baccalauréat au grand collège de Cayenne, puis un baccalauréat en droit en Martinique.
Il est résistant lors de la Seconde Guerre mondiale[réf. nécessaire] et, à la fin de la guerre, il est accueilli en fanfare, un grand vidé (cortège musical) rassemble toute la population du Maroni.
Il est élu sénateur de la Guyane en 1959, succédant ainsi à Hector Riviérez. Il siège dans le groupe UNR nouvellement formé, et  participe aux travaux de la commission des affaires sociales. En 1962, en fin de mandat, il n'est pas réélu.
De 1965 à 1971, il est conseiller municipal de Cayenne.
Il était inspecteur central des Douanes et est enterré au cimetière de Cayenne.